# Artur Barciś
 (décembre 2024).
Artur Barciś ([ˈartur ˈbarʲʨ̑ĩɕ]), né le 12 août 1956, est un acteur polonais. Ses apparitions à la télévision incluent la série d'anthologie Le Décalogue de Krzysztof Kieślowski (1989), le feuilleton Aby do świtu... (1992) et Kurierzy (Courriers). De 2006 à 2016, il a joué l'adorable névrosé Arkadiusz Czerepach dans la série comique Ranczo (The Ranch).
En 2011, il joue avec Cezary Żak dans Dziwna para, une adaptation polonaise de la pièce de Neil Simon Drôle de couple.

## Filmographie partielle

### Au cinéma
- 2023 : Le Remède à l'oubli (Znachor) de Michał Gazda : le majordome